# Сокровище Громовой Луны
«Сокровище Громовой Луны» (англ. Treasure on Thunder Moon) — фантастическая повесть Эдмонда Гамильтона, впервые опубликованная в 1942 г.

## Сюжет
Главный герой Джон Норт, опытный космопилот, пытается устроиться на работу в межпланетную Компанию по металлам и минералам, но получает отказ: ему уже 37, а Компания принимает на свои космические корабли людей не старше 25 лет. Подавленный Норт возвращается на убогий чердак, который он делит с пионерами космических полётов — Джонсоном, Стини, Хансеном, Коннором, Уайти и Дораком. Первооткрыватели пространства забыты обществом и выживают на грани нищеты. Норт предлагает товарищам забыть про космос и найти место в реальном мире.
К космонавтам приходит девушка по имени Алина Лоурел, дочь покойного пионера Торна Лоурела. Она сообщает, что её отец открыл на спутнике Урана Обероне (Громовая Луна), залежь антигравитационного минерала левиума, самого драгоценного в Солнечной системе. На деньги от продажи кусочка левиума, привезённого отцом, Алина купила у Компании старый крейсер «Метеор», и теперь призывает ветеранов лететь на Оберон. Денег от продажи находящегося на Обероне левиума хватит на безбедное существование всем первым космонавтам. Воспрянувшие духом ветераны осматривают корабль, но руководство Компании, узнав о левиуме, расторгает сделку, взамен предлагая Алине корабль со своей командой в обмен на 80 % прибыли. Об этом ей сообщает молодой офицер Компании Филипп Сидней, возвращая чек от продажи «Метеора». Сидней сочувствует Алине и космонавтам, но не может повлиять на своё начальство.
Разгневанная Алина подбивает ветеранов на угон «Метеора». Космонавты выбирают Норта командиром и лихорадочно готовятся к полёту. Ночью они оглушают охранника и угоняют корабль. Им приходится взять на борт старика-пионера Джонсона, а также Стини, некогда лучшего пилота в мире, впавшего в детство от пережитых испытаний. Джонсон умирает при взлёте от перегрузки. Норт ведёт корабль на спутник Урана Титанию, рассчитывая приобрести оборудование для экспедиции. Коннор обращается к своему знакомому, разбогатевшему авантюристу Шарлю Бердо, содержащему бордель. Норт спасает Коннора и юную проститутку Нову Смит от пьяного шахтёра. Бердо соглашается поставить героям оборудование и жаропрочные скафандры. Стини сообщает, что отряд Компании под предводительством Сиднея захватил «Метеор». Норт проникает на корабль, разоружает Сиднея и его людей. Нова Смит предупреждает Норта, что Бердо собирается захватить корабль. Однако её предупреждение запаздывает: Бердо и его приспешники Леннинг, Дарм и Келс убивают Хансена и захватывают Алину и Нову в заложники. Бердо приказывает Норту лететь на Оберон, обещая космонавтам десятую часть добытого левиума. Герои книги подозревают, что, получив левиум, Бердо убьёт их всех.
Оберон является вулканической планетой с морями из лавы. Залежи левиума находятся на вулканическом пике, где корабль не может сесть из-за крутых склонов. Следуя инструкциям Лоурела, «Метеор» совершает посадку на континенте, и теперь героев ждёт опасное плавание по Пламенному океану. Норт, Коннор, Бердо и Леннинг отправляются на разведку, но на них нападают местные хищники-Огневики, перед которыми бессильны атомные ружья. Хищники догоняют и убивают Леннинга и ранят Коннора, который умирает от ожогов на борту корабля.
Бердо собирает всех мужчин, оставляя на корабле только девушек и Стини. Герои вырубают из камня плот, способный держаться на лаве, и отправляются в плавание по огненному морю. При высадке Норт, понимая, что терять ему нечего, нападает на бандитов. Уайти убивает Дарма, который успел ранить Яна Дорака. Ветераны оставляют связанных Бердо и Келса под присмотром Дорака и спускаются в жерло вулкана, где находят пещеру с левиумом.
Друзья извлекают левиум из пещеры. Левиум все это время поддерживал свод, и теперь пещера может обрушиться из-за постоянных подземных толчков. В пещере появляются Бердо и Келс, убежавшие от потерявшего сознание Дорака. Заминка оказывается роковой, происходит очередной подземный толчок, и свод пещеры падает, погребая Бердо. Великан Уайти, жертвуя собой, сдерживает плечами падающий свод, давая друзьям уйти, и гибнет под обвалом. Убежавший Келс спускает плот в море, но, не допрыгнув до него, сгорает в лаве.
Норт и Сидней понимают, что им не уйти с пика: здешняя горная порода слишком тяжела для плота. Они предлагают Стини довести «Метеор» до Титании, надеясь, что спасутся хотя бы девушки и помешанный пилот. Норт сообщает, что они нашли запасы пищи и воды и жаропрочную палатку. Стини предлагает подвесить корабль в воздухе над пиком. Норт уверен, что ни один пилот не способен на такое, страшные вихри неминуемо собьют корабль. Тем не менее, Стини удаётся невозможное, корабль зависает над пиком, Норт и Сидней спасены, как и добытый левиум. Выведя "Метеор" на орбиту, Стини в котором было ожил  гений-пилот из прошлого, снова впадает в детство.
«Метеор» достигает Земли. Сидней признаётся Норту, что он и Алина любят друг друга. Он выйдет в отставку и засвидетельствует, что Алина купила корабль. Левиум будет продан, и космонавты отныне не будут ни в чём нуждаться. Норт плачет у монумента покорителям космоса, вспоминая погибших друзей. Подошедшая Нова Смит обнимает космонавта, говоря, что всегда будет с ним, если он захочет. И Норт чувствует, как растворяется ледяная боль в его груди.

## Публикации
- I публикация — журнал «Техника-молодежи», 1956 г., № 1-4. Перевод Зинаиды Бобырь; рисунки К. Арцеулова, А. Побединского.
- Эдмонд Гамильтон. Сокровище Громовой Луны. — М.: Прометей, 1989. — 64 с. — 100 000 экз. — ISBN 5-7042-0075-3.
- Эдмонд Гамильтон. Сокровище Громовой Луны. — Новосибирск: АСК «Интерпринт», 1990. — 200 с. — 50 000 экз.
- Эдмонд Гамильтон. Звездные короли. — Уфа: Издательство Башкирского РК КП РСФСР, 1991. — 256 с. — 100 000 экз. — ISBN 5-85215-004-5, 5-235-01202-X.